# Mady Camara
Mohamed Mady Camara (Matam, 28 de fevereiro de 1997) é um futebolista guineano que atua como meio-campista. Atualmente defende o PAOK.

## Carreira no clube

### Ajaccio
Começou sua carreira com os times guineenses Kaloum e Santoba, antes de treinar com o AC Ajaccio, da Ligue 2 francesa, em maio de 2015. Ele impressionou durante seu tempo de julgamento e assinou um contrato profissional com o clube em 2016.
Em 20 de maio de 2018, Camara marcou um gol nos últimos segundos da prorrogação para empatar o jogo em 2-2 contra o Havre na semifinal dos playoffs de promoção. O AC Ajaccio venceu nos pênaltis por 5 a 3, depois que Ghislain Gimbert marcou o pênalti decisivo.

### Olympiacos
Em 6 de março de 2018, ele assinou um contrato de cinco anos com o Olympiacos, gigante da Superliga, antes da temporada 2018-19 por uma taxa não revelada. O custo da transferência foi estimado em 2,5 milhões de euros. Em 16 de setembro de 2018, ele marcou em uma vitória por 2 a 1 em casa contra o Asteras Tripolis.
Em 17 de fevereiro de 2019, ele marcou na vitória por 4 a 1 em casa contra o campeão AEK Atenas. Em 7 de abril de 2019, ele novamente marcou na vitória por 5 a 0 fora de casa contra o Panetolikos. Em 21 de abril de 2019, Camara abriu o placar para o Olympiacos em uma vitória fora de casa por 3 a 1 contra o Lamia, mas a vitória do PAOK no mesmo dia confirmou que o Olympiacos terminaria como vice-campeão atrás do PAOK.
Em 27 de outubro de 2019, o guineense de 22 anos acertou o jackpot pela terceira vez com um chute poderoso da borda da área de pênalti que se aninhava no canto superior direito do gol de Panagiotis Tsintotas em um jogo da vitória por 2 a 0 no derby em casa contra o rival AEK Atenas. Em 22 de janeiro de 2020, ele marcou seu único gol na vitória por 1 a 0 fora de casa contra o OFI. Em 15 de junho de 2020, ele marcou dois gols em dois minutos e deu uma assistência para Giorgos Masouras, na vitória por 3 a 1 em casa sobre o Aris pelos play-offs do campeonato da Superliga, marcou o único gol contra o Neftçi Baku na vitória por 1 a 0 em casa, mas depois foi expulso após uma falta dura. Em 19 de agosto de 2021, ele marcou com um belo chute falso dando a liderança em uma vitória triunfal em casa por 3 a 0 em 2021–22 nos playoffs da UEFA Europa League na 1ª rodada contra o ŠK Slovan Bratislava.

### Roma
Em 31 de agosto de 2022, Camara se juntou à Roma, da Serie A, por empréstimo de uma temporada, com opção de compra.

### PAOK
Em 20 de junho de 2024, Camara foi anunciado como reforço do PAOK, da Grécia.

## Carreira internacional
Fez sua estreia sênior por Guiné em uma vitória por 1 a 0 nas eliminatórias da Copa das Nações Africanas de 2019 sobre a República Centro-Africana em 9 de setembro de 2018.